# Stuff (film, 1993)
Pour les articles homonymes, voir Stuff.
Pour plus de détails, voir Fiche technique et Distribution.
Stuff est un court métrage documentaire américain réalisé en  1993 par l'acteur Johnny Depp et Gibby Haynes, le chanteur des Butthole Surfers. Il a été tourné dans la maison de John Frusciante, sur les collines de Los Angeles, et relate ses conditions de vie sordides durant sa période de toxicomanie (1992-1997).

## Contexte
John Frusciante est connu pour avoir été le guitariste des Red Hot Chili Peppers de 1988 à 1992 et de 1997 à 2007. Il réintégre le groupe en 2019 et participe a l'enregistrement de Unlimited love.
En 1992, après la sortie de Blood Sugar Sex Magik (1991), il décide de quitter le groupe, rattrapé par l'immense et soudain succès de l'album. Il dit aussi avoir eu des prémonitions lui disant de quitter le groupe dès la fin de l'enregistrement.

Frusciante interrompt donc la tournée de Blood Sugar et retourne dans sa maison de Los Angeles. Il déclare "Tout me rendait malheureux, alors j'ai décidé un jour de passer ma vie sous héroïne et cocaïne car c'était le seul moyen de me sentir heureux."
Il sombre alors rapidement dans la drogue, son addiction le rendant instable, imprévisible.

## Contenu
Ce documentaire est présenté sous la forme d'une visite de la maison de John Frusciante à Los Angeles.
Il montre les conditions de vie chaotiques et insalubres de l'artiste pendant sa dépendance à l'héroïne. Les murs couverts de graffitis et de peintures, la saleté et les objets, aliments et vêtement éparpillés partout indiquent la dégradation psychologique de l'artiste. On remarque également des inscriptions sur les murs, telles que "Kill Pigs by letting them become shits", "Death" ou encore "Knife".
L'enfer qui règne dans la maison de Frusciante est résumée en un mot dans le titre de la vidéo, Stuff, que l'on peut traduire de l'anglais par "Fatras", "Camelote" ou "Fourbi".
Lors de cette visite, on rencontre deux personnages : John Frusciante et l'écrivain et psychologue Timothy Leary.

## Bande son
Le documentaire est dépourvu de commentaires, mais il est cependant accompagnée de quatre morceaux composés par John Frusciante :
1. Untitled #5 -1:14
2. Running away into you -1:52
3. Untitled #2 (accompagné d'un poème) -4:18
4. Untitled #3 -1:48

"Running away into you" ; "Untitled #2" et "Untitled #3" sont extraits du premier album solo de John Frusciante paru en  1994, Niandra LaDes and Usually Just a T-Shirt.
Générique : Hallelujah (écrit par Leonard Cohen ; joué par John Cale) -2:16

## Anecdotes
Quelques mois seulement après le tournage de Stuff, la maison de John Frusciante prend feu. Il est victime de plusieurs brûlures, et l'incendie emporte une grande partie de ses affaires, dont beaucoup de ses albums et toute sa collection de guitares. Il abandonnera alors la musique jusqu'à ce que Anthony Kiedis et Flea, respectivement chanteur et bassiste des Red Hot Chili Peppers, lui demandent de réintégrer le groupe en  1997.

## Diffusion
Stuff a été diffusé dans un épisode de la série télé néerlandaise Lola Da Musica.
Elle a également été éditée en petite quantité sur cassette.